# 趙延寿
趙 延寿（ちょう えんじゅ、生年不詳 - 天禄2年10月7日（948年11月10日））は、遼（契丹）の軍人・政治家。もとの姓は劉。本貫は常山郡。

## 経歴
劉邟の子として生まれた。後梁の開平初年、義昌軍節度使の劉守文が蓨県を落とすと、その裨将の趙徳鈞が延寿を捕らえ、養子とした。
若い頃から容貌が美しく、書史を好んだ。後唐の明宗が娘を延寿の妻とした。明宗が即位すると、その娘を興平公主に封じ、延寿を駙馬都尉・枢密使に任じた。明宗の子の李従栄が権力をたのんで専横すると、延寿は外任を求めて難を避けようとし、宣武軍節度使として出向した。清泰元年（934年）、魯国公の位を加えられ、再び枢密使となって、許州に駐屯した。清泰3年（936年）、石敬瑭が太原で挙兵すると、後唐は張敬達を派遣して討たせた。張敬達が敗れて晋安寨に撤退すると、延寿は趙徳鈞とともに救援に赴いたが、晋安がすでに陥落したと聞き、団柏峪に逃れた。遼の太宗に追われて、延寿は趙徳鈞とともに降伏した。
天顕12年（937年）、趙徳鈞が死去すると、延寿が遼の幽州節度使となり、燕王に封じられた。幽州が南京と改称されると、延寿が南京留守となり、総山南事をつとめた。天顕13年（938年）、延寿の妻が後晋にあったので、彼女を連れ帰った。
会同初年、太宗が延寿の邸に幸すると、政事令の位を加えられた。会同6年（943年）冬、後晋が盟約にそむいたので、太宗が親征をおこなうと、延寿は先鋒となり、貝州を落として、魏博等州節度使に任ぜられ、魏王に封ぜられた。後晋軍を南楽で破ると、その将の賽項羽を捕らえた。元城に進軍すると、後晋の将の李守貞・高行周が兵を率いて迎え撃ってきたので、延寿はこれを撃破した。頓丘にいたって、長雨に遭って悩まされたため、太宗は軍を返そうと考えた。延寿は後晋軍が河浜にこもって出てこないうちに澶州に入るよう勧め、太宗はそのとおりにした。高行周が析城にやってくると、延寿は軽兵を率いて迎え撃った。太宗が自ら騎士を率いて高行周の陣に突入すると、後晋軍は潰走した。遼の本軍が帰還すると、延寿は河北にとどまって貝州・冀州・深州を巡察した。
会同8年（945年）、再び遼が後晋を討つと、後晋の出帝は延寿の一族を派遣して招こうとした。ときに後晋軍は城壁を堅く守って出てこなかったので、延寿は「わたしは北方におちいって長いが、父母の国のことを忘れたことはない。もし軍を派遣して迎えてくれるなら、わたしは帰順しよう」といつわりの書状を送り、後晋軍をおびき出そうとした。後晋ではこれを受けて、杜重威が兵を率いて派遣され、延寿を迎えようとした。延寿は滹沱河にいたると、中渡橋を確保して、後晋軍と戦った。後晋の将の王清を殺し、両軍は対峙した。太宗はひそかにほかのところから渡河しようとした。延寿と耶律朔古が橋に拠ってとどまったので、後晋軍は橋を奪うことができず、敗戦を重ね、杜重威は兵を率いて降伏した。太宗は喜んで、龍鳳の描かれた赤い袍を延寿に与え、「漢兵はみなおまえの所有としてよい」と言った。延寿が降伏した兵たちの陣営に入ると、杜重威と李守貞が馬首を並べてかれを迎えた。後に太宗が汴州を落とすと、中京留守・大丞相に任ぜられた。
天禄元年（947年）、世宗が即位すると、推戴の功績により、枢密使に任ぜられた。
天禄2年10月壬午（948年11月10日）、死去した。

## 伝記資料
- 『遼史』巻76 列伝第6
- 『契丹国志』巻16